# Thuemenella javanica
Thuemenella javanica är en svampart som beskrevs av Penz. & Sacc. 1898. Thuemenella javanica ingår i släktet Thuemenella och familjen kolkärnsvampar.   Inga underarter finns listade i Catalogue of Life.